# Jiří Böhm
Jiří Böhm (* 16. prosince 1987) je český fotbalový útočník, který v současné době hraje 1.A třídu za SK Kosmonosy.
Odchovanec ostravského Baníku byl v roce 2007 zařazen do několika příprav, nicméně stabilní pozici v sestavě nezískal, tudíž odešel na hostování. Nejdříve do Dukly a později do Jihlavy. V roce 2009 se z profesionálního fotbalu vytratil, když začal hrát za Hlučín, nicméně posléze zcela přerušil svoji kariéru a živil se jako personál restaurace v Manchesteru. V létě 2011 se do profesionálního fotbalu vrátil, když přišel ze svého mateřského divizního klubu SK Zápy do tedy prvoligové FK Viktorie Žižkov, kde zaujal i přesto, že se týmu celkově nedařilo a po podzimní části figuroval na posledním místě prvoligové tabulky. V zimě 2011 pak odešel hostovat do Slavie Praha, kde se však neuchytil.